# Liste der Bodendenkmale in Linthe
Die Liste der Bodendenkmale in Linthe enthält alle Bodendenkmale der brandenburgischen Gemeinde Linthe und ihrer Ortsteile auf der Grundlage der Landesdenkmalliste vom 31. Dezember 2020.
Die Baudenkmale sind in der Liste der Baudenkmale in Linthe aufgeführt.
| Gemarkung                  | Flur    | Kurzansprache | Bodendenkmalnummer | Bemerkung | Bild |
| -------------------------- | ------- | --- | ------------------ | --------- | ---- |
| Alt Bork (Lage)            | 3       | Siedlung deutsches Mittelalter, Siedlung Bronzezeit | 30009              |           |      |
| Alt Bork (Lage)            | 4       | Rast- und Werkplatz Steinzeit, Siedlung Urgeschichte | 30010              |           |      |
| Alt Bork (Lage)            | 3       | Dorfkern Mittelalter, Einzelfund Urgeschichte, Dorfkern Neuzeit, Siedlung slawisches Mittelalter, Siedlung Bronzezeit                                                               | 30011              |           |      |
| Alt Bork (Lage)            | 4       | Siedlung Urgeschichte, Rast- und Werkplatz Steinzeit | 30012              |           |      |
| Alt Bork (Lage)            | 4       | Rast- und Werkplatz Steinzeit, Siedlung Eisenzeit | 30013              |           |      |
| Alt Bork (Lage)            | 2       | Gräberfeld Eisenzeit | 30319              |           |      |
| Alt Bork, Salzbrunn (Lage) | 4, 1    | Rast- und Werkplatz Mesolithikum, Wüstung deutsches Mittelalter | 30318              |           |      |
| Deutsch Bork (Lage)        | 3       | Dorfkern Neuzeit, Dorfkern Mittelalter | 30014              |           |      |
| Deutsch Bork (Lage)        | 3       | Siedlung deutsches Mittelalter | 30317              |           |      |
| Linthe (Lage)              | 2       | Siedlung Bronzezeit, Siedlung slawisches Mittelalter | 30051              |           |      |
| Linthe (Lage)              | 4       | Siedlung slawisches Mittelalter | 30052              |           |      |
| Linthe (Lage)              | 5       | Siedlung römische Kaiserzeit, Siedlung Bronzezeit | 30053              |           |      |
| Linthe (Lage)              | 5       | Siedlung Urgeschichte | 30055              |           |      |
| Linthe (Lage)              | 2       | Siedlung römische Kaiserzeit, Siedlung Neolithikum, Rast- und Werkplatz Mesolithikum, Gräberfeld römische Kaiserzeit, Siedlung Bronzezeit, Siedlung Eisenzeit, Gräberfeld Eisenzeit | 30056              |           |      |
| Linthe (Lage)              | 3, 5, 6 | Dorfkern Neuzeit, Dorfkern Mittelalter | 30119              |           |      |
| Linthe (Lage)              | 3       | Burgwall slawisches Mittelalter | 30312              |           |      |
| Linthe (Lage)              | 6       | Gräberfeld Eisenzeit | 30313              |           |      |
| Linthe (Lage)              | 5       | Siedlung Bronzezeit | 30314              |           |      |